# 아르퍼드 미클로스

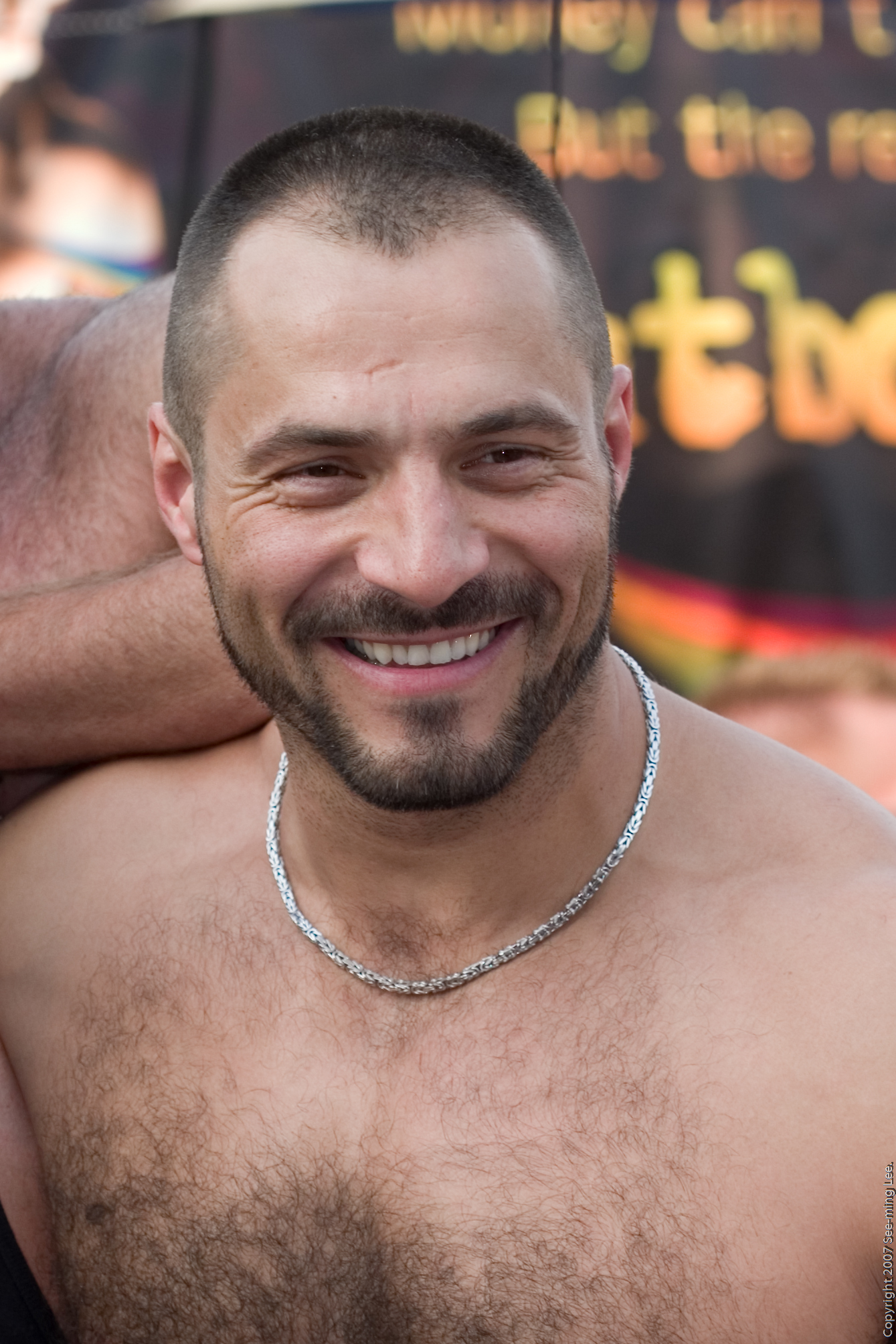
아르퍼드 미클로스

아르퍼드 미클로스(Arpad Miklos, 본명은 페테르 코즈머(Péter Kozma), 1967년 9월 11일 ~ 2013년 2월 3일)는 헝가리의 게이 포르노 배우이다.